# Mie Hama
Mie Hama (in lingua giapponese 浜 美枝; Tokyo, 20 novembre 1943) è un'attrice giapponese.

## Biografia
Mie Hama da adolescente era bigliettaia sugli autobus di Tokyo, quando venne notata dal produttore Tomoyuki Tanaka. Iniziò quindi la sua carriera di attrice nel periodo d'oro del cinema giapponese e, in particolare, della storica casa di produzione Toho. Negli anni Sessanta raggiunse una certa fama internazionale quando fu scritturata come bond girl al fianco di Sean Connery, nel ruolo di Kissy Suzuki in Agente 007 - Si vive solo due volte. Scritturata inizialmente per un ruolo di primo piano, la sua parte risultò ridimensionata a favore di Akiko Wakabayashi, a causa della scarsa conoscenza della lingua inglese.
Finita l'epoca d'oro del cinema giapponese, le sue apparizioni si fecero sempre più rare. Attualmente è un'attivista ambientalista.

## Filmografia

### Cinema
- Bakusho itohan nikki, regia di Shigekichi Takemae (1960)
- Salary man Mejiro Sanpei: Teishu no tameiki no maki, regia di Hideo Suzuki (1960)
- Shin santo juyaku: teishu kyo iku no maki, regia di Toshio Sugie (1960)
- Tôi hitotsu no michi, regia di Seiichirô Uchikawa (1960)
- Kane-dukuri taikô-ki, regia di Tetsuhiro Kawasaki (1960)
- Jiyûgaoka fujin, regia di Kôzô Saeki (1960)
- Ankokugai no dankon, regia di Kihachi Okamoto (1961)
- Ginza no koibitotachi, regia di Yasuki Chiba (1961)
- Nasake muyo no wana, regia di Jun Fukuda (1961)
- Zoku shachô dochuki: onna oyabun taiketsu no maki, regia di Shûe Matsubayashi (1961)
- Shachô dôchûki, regia di Shûe Matsubayashi (1961)
- Honkon no yoru, regia di Yasuki Chiba (1961)
- Nakito gozansu, regia di Jun Fukuda (1961)
- Arigataya sandogasa, regia di Jun Fukuda (1961)
- Toiretto shacho, regia di Masanori Kakei (1961)
- Toilet buchô, regia di Masanori Kakei (1961)
- Gen to fudômyô-ô, regia di Hiroshi Inagaki (1961)
- Acchan no bebi gyangu, regia di Toshio Sugie (1961)
- B.G. monogatari: nijusai no nikki, regia di Seiji Maruyama (1961)
- Futari no musuko, regia di Yasuki Chiba (1961)
- Awamori-kun nishi-e iku, regia di Kengo Furusawa (1961)
- Long Way to Okinawa, regia di Hideo Suzuki (1962)
- Il trionfo di King Kong (Kingu Kongu tai Gojira), regia di Ishirô Honda (1962)
- Shin kitsune to tanuki, regia di Shûe Matsubayashi (1962)
- Wakai kisetsu, regia di Kengo Furusawa (1962)
- Chûshingura, regia di Hiroshi Inagaki (1962)
- Ankokugai no kiba, regia di Jun Fukuda (1962)
- L'ultimo volo delle aquile (Taiheiyo no tsubasa), regia di Shûe Matsubayashi (1963)
- Nippon jitsuwa jidai, regia di Jun Fukuda (1963)
- Zoku shachô manyûki, regia di Toshio Sugie (1963)
- Shachô gaiyûki, regia di Shûe Matsubayashi (1963)
- Gojuman-nin no isan, regia di Toshirô Mifune (1963)
- Ano musume ni kofuku o, regia di Tetsuhiro Kawasaki (1963)
- Duello di aquile (Chintao yôsai bakugeki meirei), regia di Kengo Furusawa (1963)
- Wakai nakamatachi: uchira Gion no maikohan, regia di Kôzô Saeki (1963)
- Nippon ichi no iro otoko, regia di Kengo Furusawa (1963)
- Todan Goro ichiza, regia di Nobuo Aoyagi (1963)
- Kureji sakusen: Kudabare! Musekinin, regia di Takashi Tsuboshima (1963)
- Il grande corsaro (Dai tozoku), regia di Senkichi Taniguchi (1963)
- Honkon kurêjî sakusen, regia di Toshio Sugie (1963)
- Midareru, regia di Mikio Naruse (1964)
- Ore wa bodigado, regia di Seiji Hisamatsu (1964)
- Kimi mo shusse ga dekiru, regia di Eizô Sugawa (1964)
- Nippon ichi no horafuki otoko, regia di Kengo Furusawa (1964)
- Musekinin yûkyôden, regia di Toshio Sugie (1964)
- Le più belle truffe del mondo (Les plus belles escroqueries du monde), regia collettiva (1964)
- Horafuki taikôki, regia di Kengo Furusawa (1964)
- Danchi: Nanatsu no taizai, regia di Yasuki Chiba e Masanori Kakei (1964)
- Nishi no ôshô, higashi no taishô, regia di Kengo Furusawa (1964)
- Ankokugai gekitotsu sakusen, regia di Jun Fukuda (1965)
- Fûrai ninpôchô, regia di Tetsuhiro Kawasaki (1965)
- Nippon ichi no goma suri otoko, regia di Kengo Furusawa (1965)
- Kokusai himitsu keisatsu: Kagi no kagi, regia di Senkichi Taniguchi (1965)
- Colpo grosso a Manila (Hyappatsu hyakuchu), regia di Jun Fukuda (1965)
- Zoku nishi no ôshô, higashi no taishô, regia di Toshio Sugie (1965)
- Musekinin Shimizu Minato, regia di Takashi Tsuboshima (1966)
- Nippon ichi no gorigan otoko, regia di Kengo Furusawa (1966)
- Wakai musume ga ippai, regia di Masanori Kakei (1966)
- Le avventure di Takla Makan (Kiganjô no bôken), regia di Senkichi Taniguchi (1966)
- Ja ja umanarashi, regia di Toshio Sugie (1966)
- Doto ichiman kairi, regia di Jun Fukuda (1966)
- Tenamonya Tôkaidô, regia di Shûe Matsubayashi (1966)
- Take-chan shacho: Seishun wa ryu no mono da!, regia di Kajirô Yamamoto (1967)
- Kureji ogon sakusen, regia di Takashi Tsuboshima e Yoshinori Wada (1967)
- Take-chan shacho: Seishun de tsukkare!, regia di Kajirô Yamamoto (1967)
- Agente 007 - Si vive solo due volte (You Only Live Twice), regia di Lewis Gilbert (1967)
- King kong il gigante della foresta (Kingu Kongu no gyakushû), regia di Ishirô Honda (1967)
- Kureji no Kaitô Jibako, regia di Takashi Tsuboshima (1967)
- Nubi sparse (Midaregumo), regia di Mikio Naruse (1967)
- Kureji Mekishiko dai sakusen, regia di Takashi Tsuboshima e Tsugunobu Kotani (1968)
- La notte del gabbiano (Suna no kaori), regia di Katsumi Iwauchi (1968)
- Nippon ichi no uragiri-otoko, regia di Eizô Sugawa (1968)
- Showa no inochi, regia di Toshio Masuda (1969)
- Arashi no yushatachi, regia di Toshio Masuda (1969)
- Kigeki: Makete tamaru ka!, regia di Takashi Tsuboshima (1970)
- Sutemi no Narazu-mono, regia di Yasuo Furuhata (1970)
- Nippon ichi no warunori otoko, regia di Takashi Tsuboshima (1970)
- 3000 kiro no wana, regia di Jun Fukuda (1971)
- Ganbare! Wakadaishô, regia di Tsugunobu Kotani (1975)
- Kitchen, regia di Yoshimitsu Morita (1989)

### Televisione
- Lemon Squash: 4 Versus 4 – serie TV (1969)
- Shi to sora to – serie TV (1969)
- Muhyô no kage – serie TV (1970)
- Aoi sanmyaku – serie TV (1974)